# Apnée en poids variable

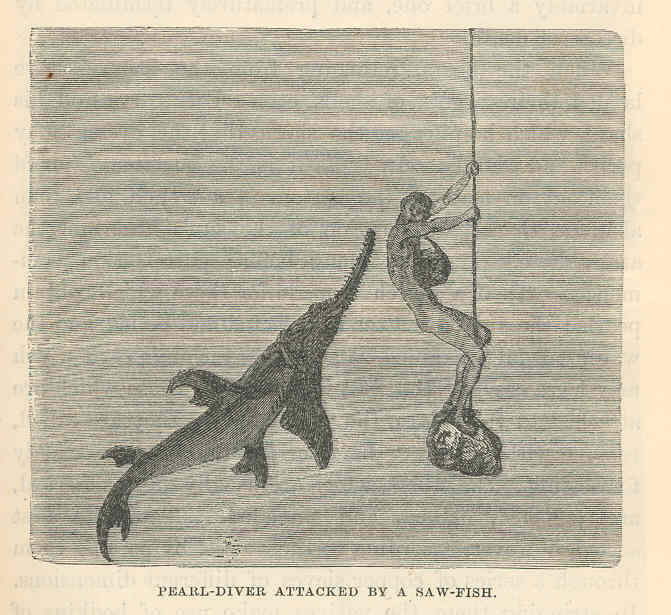
Dessin du XIXe siècle représentant un pêcheur d'éponges en apnée en poids variable attaqué par un poisson-scie.

L'apnée en poids variable est une forme de plongée sous-marine apparue durant l'Antiquité consistant à plonger en apnée avec un lest et à remonter à la surface sans ce dernier avec ou sans aide à la remontée. Le poids varie donc lors de la plongée. Historiquement l'apparition de ces lests largables a permis de plonger plus longtemps et plus profondément que lors d'une plongée en apnée en poids constant. Le lest est par la suite remonté depuis la surface, indépendamment du plongeur, grâce à la corde ou au câble auxquels il est attaché. 
L'apnée en poids variable est également l'une des disciplines de l'apnée sportive, héritière de la plongée à l'aide d'une skandalopetra. Cette innovation qui a permis aux pêcheurs d'éponge et de corail rouge de l'Antiquité d'améliorer leur rendement fait aujourd'hui l'objet de compétitions codifiées. Au XXe siècle, est apparue une pratique avec palmes utilisant du matériel moderne sans aide à la remontée. Enfin s'est développée l'apnée no limit, popularisée par le film Le Grand Bleu, qui utilise en plus un système d'aide à la remontée (généralement un parachute de relevage) permettant de faire varier encore davantage le poids lors de la plongée. Cette dernière est toutefois réputée dangereuse et les records ne sont plus reconnus par aucune des fédérations d'apnée. Elle est en effet, avec l'apnée statique, une des deux disciplines qui représentent l'essentiel des accidents et des décès en apnée sportive. L'apnée en poids variable est également parfois utilisée dans la chasse sous-marine soit au moyen d'une gueuse, soit d'un lest (ceinture) largable.

## Apnée sportive
Hormis la plongée avec skandalopetra, aucune compétition d'apnée en poids variable n'est reconnue ni organisée par les fédérations d'apnée en raison de la dangerosité de la pratique. Seul les records peuvent être homologués. 
Lors d'une tentative de record, l'apnéiste s'immerge à l'aide d'un lest d'au maximum 30 kg et remonte sans ce lest à la force de ses palmes et/ou en utilisant le filin guide, voire à l'aide d'un dispositif de remontée dans le cas particulier de l'apnée No Limit.
Les records reconnus à la fois par l'Association internationale pour le développement de l'apnée (AIDA) et par la Confédération mondiale des activités subaquatiques (CMAS) concernent l'apnée en poids variable avec palmes (VWT – Variable apnea with fins). 
Pour cette épreuve tout système gonflable est prohibé à la remontée à la différence de l'apnée No Limit, qui n'est aujourd'hui plus reconnue par les fédérations d'apnée. Cette forme très technique de l'apnée en poids variable est toutefois celle qui permet d'atteindre les profondeurs les plus importantes. 
Enfin, la CMAS reconnaît une forme standardisée de la plongée en skandalopetra, sans palme, maintenant ainsi la pratique d'origine de l'apnée en poids variable.

### Apnée no limit
À la différence des autres disciplines à poids variable, en apnée no limit la remontée est possible grâce à un parachute, un ballon rempli par l'apnéiste avec une bouteille d'air comprimé fixée à la gueuse. Cette discipline permet les descentes les plus profondes. Elle requiert également une infrastructure importante, avec une équipe assurant la sécurité autant en surface qu'en profondeur. Pendant longtemps, les records en no limit n'ont pas été homologués, les fédérations refusant de valider les records de cette discipline jugée trop dangereuse. Ils font désormais l'objet d'homologations par l'Association internationale pour le développement de l'apnée (AIDA) jusqu'en 2007. Tous les records masculins sont des records absolus. Jusqu'à la plongée à 162 m de Loïc Leferme le 20 octobre 2002, le record de Tanya Streeter le 17 août 2002 fut le seul record absolu détenu par une femme. Le 12 octobre 2002, Audrey Mestre atteint la profondeur de 171 m en République Dominicaine, mais décède lors de la remontée, à la suite d'un problème technique sur le ballon. La Fédération internationale de plongée libre (International Association of Freedivers, IAFD), créée en 1997 par Francisco Ferreras (dit Pipin), recordman no limit et mari d'Audrey Mestre, a reconnu à titre posthume son record de 166 m réalisé lors de l'entrainement quelques jours avant sa mort, le 9 octobre 2002. L'AIDA n'a toutefois pas validé ce record. Le 6 juin 2012, Herbert Nitsch tente un nouveau record en Grèce. Il a obtenu un nouveau record du monde à 253 m en dehors de la fédération AIDA, mais il a un accident de décompression dix minutes après la remontée.

#### Records masculins
- Évolution du record du monde avant la création de l'AIDA :
  - 105 m par Jacques Mayol en 1983 ;
  - 112 m par Francisco Ferreras dit Pipin, 1989 ;
  - 115 m par Francisco Ferreras, 1991 ;
  - 118 m par Umberto Pelizzari, le 26 octobre 1991 ;
  - 120 m par Francisco Ferreras, 1992, égalant ainsi le record fictif du film Le Grand Bleu, sorti en 1988[5]) ;
  - 123 m par Umberto Pelizzari, en octobre 1993 ;
  - 125 m par Francisco Ferreras, en novembre 1993.
- Évolution du record du monde depuis la création de l'AIDA :
  - 131 m par Umberto Pelizzari, 1996 ;
  - 137 m par Loïc Leferme, France, le 5 juin 1999 ;
  - 150 m par Umberto Pelizzari, le 24 octobre 1999 ;
  - 152 m par Loïc Leferme, France, en 2000 ;
  - 162 m par Francisco Ferreras, en 2000 (non homologué) ;
  - 162 m par Loïc Leferme, France, le 20 octobre 2002 ;
  - 170 m par Francisco Ferreras, en 2003 (non homologué) ;
  - 171 m par Loïc Leferme, France, le 30 octobre 2004 ;
  - 172 m par Herbert Nitsch, Autriche, le 2 février 2005 ;
  - 209 m par Patrick Musimu, Égypte, le 30 juin 2005 (non homologué) ;
  - 183 m par Herbert Nitsch, Croatie, le 28 août 2006 ;
  - 185 m par Herbert Nitsch, Grèce, le 13 juin 2007 ;
  - 214 m par Herbert Nitsch, établi en Grèce le 14 juin 2007.
- Hors AIDA :
  - 253 m par Herbert Nitsch, établi en Grèce le 6 juin 2012[6].

#### Records féminins
- Évolution du record du monde[7] :
  - 110 m Déborah Andollo, Cuba, en mai 1996 ;
  - 113 m Tanya Streeter, le 7 mai 1998 ;
  - 130 m Audrey Mestre, États-Unis, le 19 mai 2001[8] ;
  - 136 m Mandy-Rae Cruickshank, le 23 septembre 2001 ;
  - 160 m par Tanya Streeter, Îles Turques-et-Caïques, le 17 août 2002 ;